# Cimitero ebraico di Weißensee
Il cimitero ebraico di Weißensee, inaugurato nel 1880, è uno dei più grandi cimiteri ebraici d'Europa, inaugurato nel 1880; conta oltre 115.000 sepolture.
Sull'aiuola circolare alla quale si ha accesso dall'ingresso principale si trova un monumento per commemorare i 6 milioni di ebrei che furono vittime della persecuzione nazionalsocialista. Sulle pietre sistemate a forma di cerchio sono incisi i nomi di tutti i grandi campi di concentramento.
Dietro l'aiuola circolare si trova la Trauerhalle (sala del Lutto), edificata da Hugo Licht nel 1880. A sud del luogo dove nel 1910 venne costruita la nuova Trauerhalle, distrutta nel 1944, si trova un campo dei caduti, in onore dei soldati ebrei morti durante la prima guerra mondiale. Al centro del campo è collocato un monumento realizzato in pietre di calcare conchilifero che rappresenta un altare monumentale.
A destra dell'ingresso principale, in un campo di tombe sull'angolo nord del cimitero, si trova un luogo della sepoltura per circa 90 rotoli della Torah che furono danneggiati durante la "Notte dei cristalli" nel 1938. Numerose personalità di Berlino sono sepolte in questo cimitero, tra le quali il politico sociale Max Hirsch (1832-1905), lo scrittore ebraico Micha Josef Berdyczewsky (1865-1921), il pittore Lesser Ury (1861-1931) e gli editori Samuel Fischer (1859-1934) e Rudolf Mosse (1843-1920).